# エルヴィス・チャチョ
エルヴィス・チャチョ（Ervis Çaço 、1989年4月26日 - ）は、アルバニア・ベラト出身のプロサッカー選手。アルバニア・ファーストディビジョン・コラビ・ペシュコピ所属。ポジションは、ミッドフィールダー。